# Éditions du Seuil
Éditions du Seuil è una casa editrice francese nata nel 1935, che pubblica essenzialmente libri di letteratura e scienze umane.
Pubblica tradotti in francese la serie Don Camillo di Giovannino Guareschi come il Libretto rosso di Mao Tse-tung, entrambi tra i titoli più venduti, e ha in catalogo autori come Jacques Lacan, Roland Barthes, Philippe Sollers (fino al 1983, quando passa alla Gallimard), Edgar Morin, Maurice Genevoix e Pierre Bourdieu.

## Storia
All'inizio della sua attività si è proposta anche come distribuzione di libri di altre case, quali Éditions de Minuit, Éditions Odile Jacob, José Corti e altri. Ha poi anche pubblicato libri per l'infanzia. Tra i gialli o polizieschi annovera libri di Lawrence Block e Michael Connelly.
Fondata da Henri Sjöberg su suggerimento del cattolico Jean Plaquevent, fin dall'inizio è stata coordinata da Paul Flamand (direttore letterario) e Jean Bardet (direttore commerciale) che sono accorsi in aiuto di Sjöberg, il quale è voluto rimanere solo consigliere tecnico.
Alla fine degli anni settanta è considerata la seconda casa editrice, dopo Gallimard.
Nel 1979, la direzione è passata a Michel Chodkiewicz e dal 1989 a Claude Cherki. Poi, nel 2004, la casa è stata comprata dal gruppo "La Martinière" e la direzione è passata a Pascal Flamand (amministratore) e a Olivier Cohen (direttore editoriale e creatore della collegata "L'Olivier"). La distribuzione, a seguito dell'acquisto del gruppo è stata rinnovata, attraverso la creazione di un'apposita società, "Volumen".

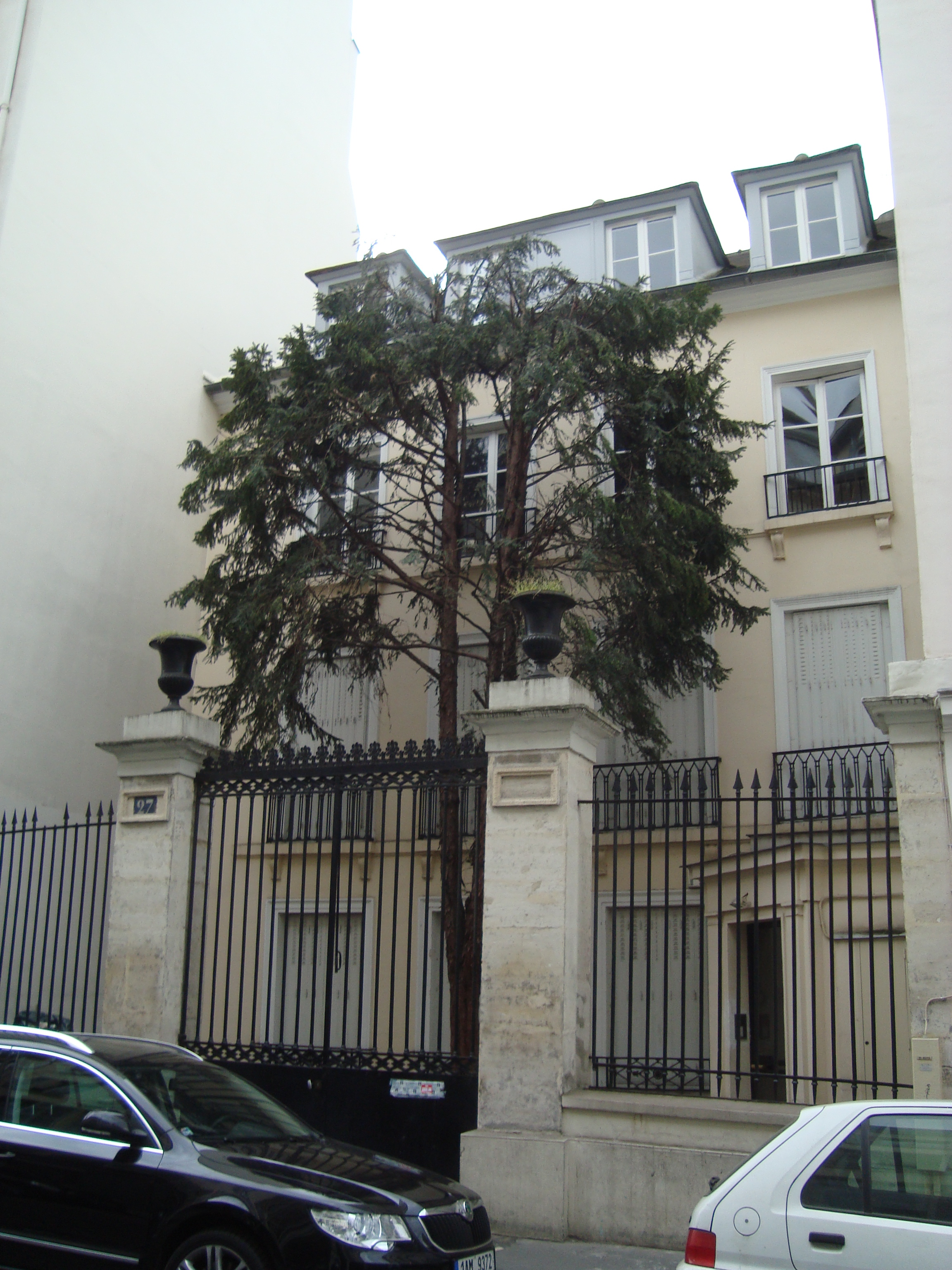
La sede storica, a Rue Jacob

Da novembre 2005 alla fine del 2006 il settore "Littérature et Documents" è stato diretto da Laure Adler, già direttrice di France Culture e collaboratrice di Radio France.
Diversi altri ricongiungimenti e separazioni di società del gruppo ("Points" lascia, "Danger Public" e "Petit à petit" si aggiungono, "L'Olivier" diventa in qualche modo più autonoma, pur restando nel gruppo ecc.) e polemiche sulla gestione, con riflessi sulla stampa, portano a una difficile gestione. L'editore e scrittore Hervé Hamon lascia, dichiarando che "gli autori non sono più al centro della casa" e solleva la domanda se una casa editrice debba fare finanza o cultura.
Infine, nell'agosto 2006, prende la direzione Denis Jeambar, già direttore del settimanale "Le Point" (lascia a gennaio 2010). Poco dopo viene venduta anche la storica sede di rue Jacob 27, che fa da modello anche al logo: "L'Olivier" si trasferisce a boulevard du Montparnasse 96; "Seuil" lascia addirittura Parigi e apre a Montrouge. Nuovo presidente diviene Olivier Bétourné, che vi lavora dal 1977 e ha fatto tutta la sua carriera nella casa editrice, partendo da semplice lettore.
Tra le riviste della casa editrice, vi sono "Actes de la recherche en sciences sociales", "Communications", "Le Genre humain", "Poétique" e "Pouvoirs".

## Collane
- «l'Histoire Immédiate», fondata da Jean Lacouture nel 1961 e diretta da Jean-Claude Guillebaud, pubblica opere di Germaine Tillion, René Dumont, Edgar Morin e Emmanuel Todd.
- «L'Intégrale», dal 1962 al 1994, diretta da Luc Estang, pubblicava opere complete di autori classici.
- «Tel Quel», dal 1963 al 1982, diretta da Philippe Sollers e collegata alla rivista, ne pubblicava gli autori. Tra i più noti, Roland Barthes, Jacques Derrida, Gérard Genette e Julia Kristeva.
- «Champ freudien», collana di Psicoanalisi, fondata nel 1964 da Jacques Lacan e poi diretta da Jacques-Alain Miller e Judith Miller.
- «L'Ordre philosophique», fondata nel 1966 da Paul Ricœur e François Wahl, il quale l'ha diretta fino al 1990, sostituito da Alain Badiou e Barbara Cassin, poi dimessosi nel 2007 e spostatosi presso la casa editrice Fayard.
- «Science ouverte», nata nel 1966 e diretta da Jean-Marc Lévy-Leblond.
- «Change», rivista fondata e diretta da Jean-Pierre Faye nel 1967 e chiusa nel 1985.
- «Poétique», fondata nel 1970 da Gérard Genette e Tzvetan Todorov, più tardi diretta solo dal primo dei due.
- «L'Univers historique» est fondée en 1970 par Jacques Julliard et Michel Winock.
- «Fiction & Cie», collana di letteratura creata da Denis Roche nel 1974 e diretta dal 2004 da Bernard Comment (tra gli autori Jacques Roubaud, Olivier Rolin, Patrick Deville, François Maspero, Christine Angot, Catherine Millet, Thomas Pynchon e l'italiano Roberto Ferrucci).
- «Espacements» (1976-1985), collana di architettura diretta da Françoise Choay.
- «Travaux linguistiques» (1972-1991), collana di linguistica diretta da Nicolas Ruwet.
- «Des Travaux», fondata nel 1983 da Michel Foucault, Jean-Claude Milner, Paul Veyne e François Wahl.
- «La Couleur des idées», fondata nel 1984 da Jean-Luc Giribone, successivamente diretta da Jean-Pierre Dupuy, Jean-Claude Guillebaud, Jean-Luc Pouthier o Olivier Mongin.
- «La Librairie du XXIe siècle» creata nel 1989 da Maurice Olender (ma allora si chiamava «La Librairie du XXe siècle»). Alcuni autori hanno seguito il direttore quando si è spostato da Hachette Livre (dove dirigeva dal 1985 una collana chiamata "Textes du XXe siècle"). Tra gli autori Paul Celan, Georges Perec, Jean-Pierre Vernant, Michel Pastoureau, Jorge Luis Borges, Jacques Rancière, Antonio Tabucchi, Lydia Flem, Jean Starobinski, a cui si aggiunsero Yves Bonnefoy, Pascal Dusapin, François Maspero e altri.
- «Libre examen», fondata nel 1991 da Olivier Bétourné, con all'interno opere di Hannah Arendt, Pierre Bourdieu e Claude Nicolet.
- «Liber», fondata da Pierre Bourdieu e diretta da Jérôme Bourdieu, John Heilbron e Yves Winkin.
- «La plus Belle Histoire» fondata nel 1998 da Dominique Simonnet.
- «Cadre rouge», dove si pubblica letteratura in francese. Tra gli autori Didier Decoin, Patrick Grainville, Louis Gardel, Elie Wiesel, Erik Orsenna, Tahar Ben Jelloun, Andreï Makine ecc.
- «Cadre vert», dove si pubblica letteratura tradotta da altre lingue, come Heinrich Böll, Günter Grass, Gabriel García Márquez, Italo Calvino, John Updike, William Boyd, John Irving, John Maxwell Coetzee, José Saramago, Manuel Vázquez Montalbán, Arturo Pérez-Reverte, Antonio Muñoz Molina, Elfriede Jelinek ecc.

## Autori italiani pubblicati
- Carmine Abate
- Eraldo Affinati
- Giorgio Agamben
- Leon Battista Alberti
- Ludovico Ariosto
- Silvia Ballestra
- Giuseppe Barbaglio
- Paolo Barbaro
- Francesco Biamonti
- Norberto Bobbio
- Remo Bodei
- Ginevra Bompiani
- Giuseppe Bonaviri
- Silvia Bonucci
- Enrico Brizzi
- Romolo Bugaro
- Italo Calvino
- Luciano Canfora
- Andrea Canobbio
- Ottavio Cappellani
- Franco Cardini
- Gianrico Carofiglio
- Caterina da Siena
- Pietro Citati
- Vincenzo Consolo
- Benedetta Craveri
- Antonio Dal Masetto
- Daniele Del Giudice
- Francesca Duranti
- Roberto Esposito
- Roberto Ferrucci
- Marcello Fois
- Antonio Forcellino
- Carlo Fruttero
- Carlo Emilio Gadda
- Galileo Galilei
- Silvana Gandolfi
- Alessandro Gennari
- Ludovico Geymonat
- Andrea Giardina
- Carlo Ginzburg
- Marco Tullio Giordana
- Paolo Giordano
- Paolo Grossi
- Giovannino Guareschi
- Giorgio Israel
- Mario Lavagetto
- Franco Lucentini
- Claudio Magris
- Giorgio Manganelli
- Lorenzo Mattotti
- Dacia Maraini
- Michele Mari
- Paolo Maurensig
- Massimo Montanari
- Franco Moretti
- Giorgio Nardone
- Anna Maria Ortese
- Carlo Ossola
- Agostino Paravicini Bagliani
- Valeria Parrella
- Antonio Pascale
- Pier Paolo Pasolini
- Susanna Colussi Pasolini
- Claudio Pavone
- Santo Piazzese
- Giuseppe Pontiggia
- Paolo Prodi
- Elisabetta Rasy
- Sergio Romano
- Paolo Rossi
- Carmelo Samonà
- Beppe Sebaste
- Antonio Tabucchi
- Giuseppe Tomasi di Lampedusa
- Pier Vittorio Tondelli
- Enzo Traverso
- Cesarina Vighy